# Iglesia de San Pedro (Syburg)

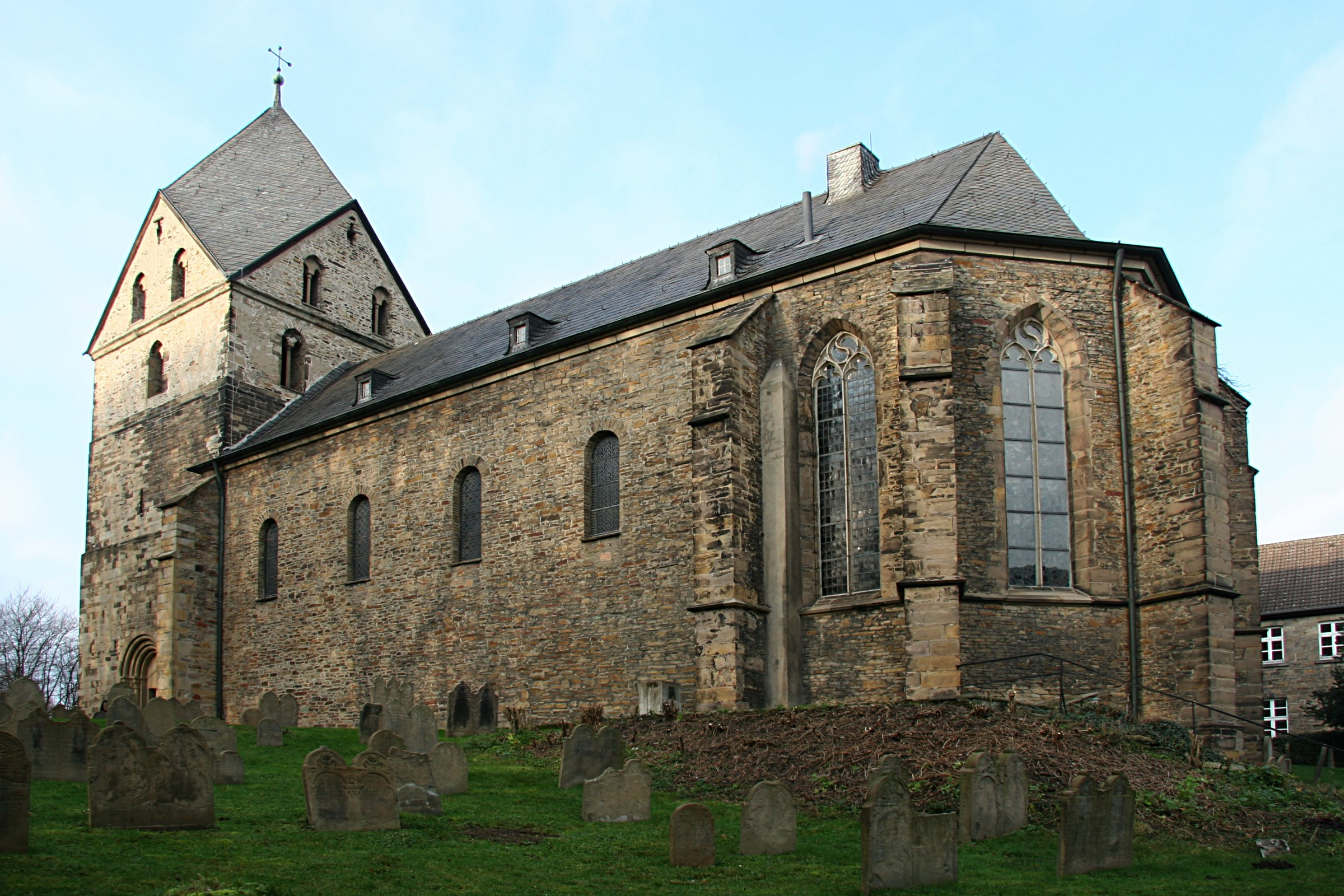
Vista desde el noreste

La iglesia de San Pedro (también San Pedro zu Syburg) es una iglesia románica situada en Syburg, que ahora es un suburbio de Dortmund, Alemania. Es la iglesia parroquial protestante actual de Syburg, oficialmente llamada "Ev. Kirche St. Peter zu Dortmund-Syburg". Sirve como sala de conciertos para el bimensual Syburger Sonntagsmusiken  (Domingo de Música en Syburg). 

## Ubicación y significado
Situada en un promontorio rocoso sobre la confluencia del Ruhr y el Lenne, la iglesia de arenisca es uno de los puntos de referencia más notables de la zona. Está catalogada como monumento por el Denkmalbehörde der Stadt Dortmund.

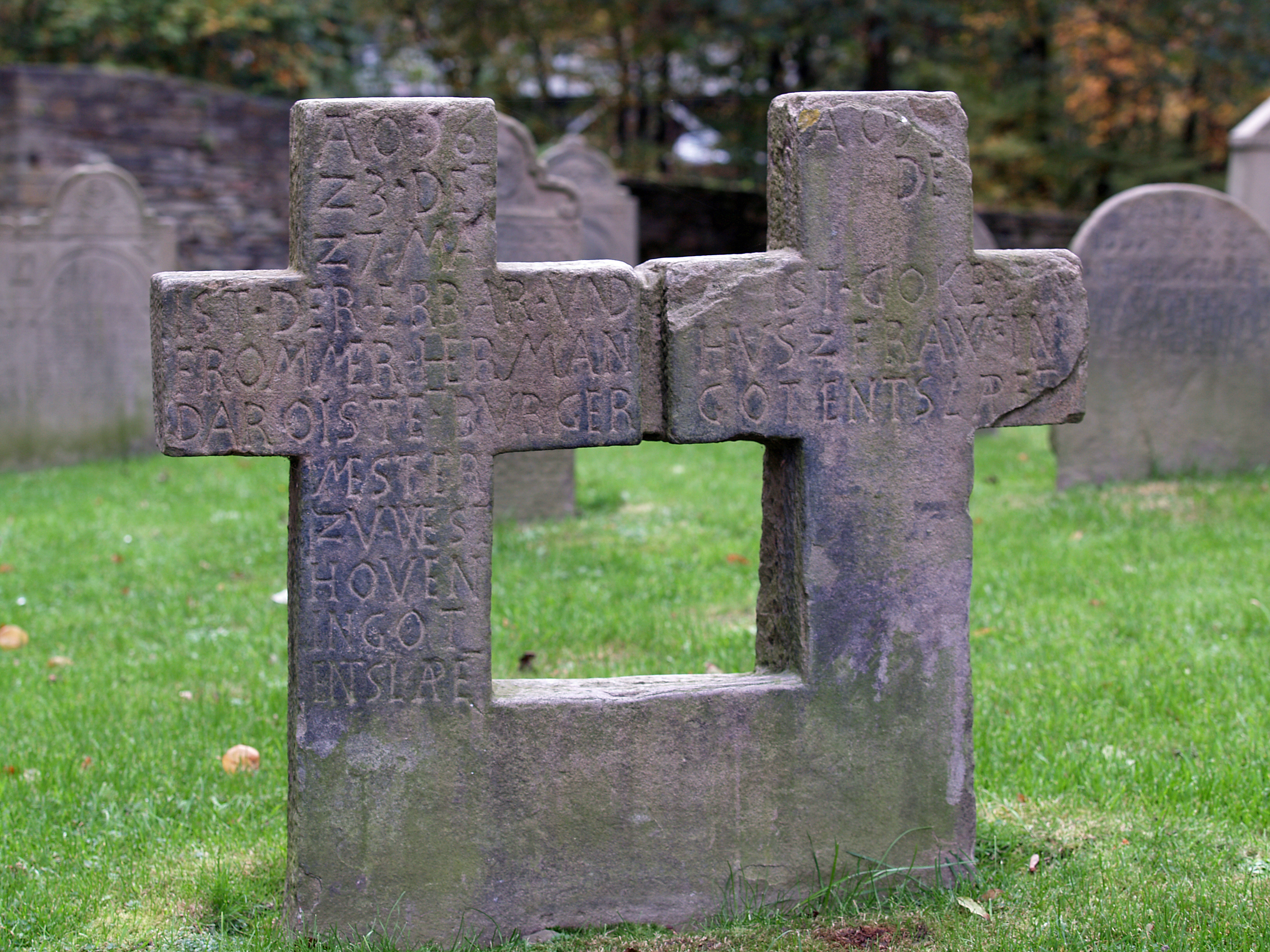
Lápidas antiguas en el cementerio de la iglesia.

La iglesia está rodeada por un cementerio, que contiene las lápidas más antiguas de Westfalia; Tres lápidas se remontan a entre 750 y 850, una de las cuales está en la iglesia.

## Historia
Carlomagno conquistó esta zona de Westfalia en el año 775 en su deseo de cristianización. La iglesia original, descrita como basílica, está documentada en los Anales de Lorsch en fecha tan temprana como el año 776, por lo que es la más antigua de Dortmund y probablemente de Westfalia.Los restos del edificio de madera rectangular simple están siendo examinados. El castillo vecino de Hohensyburg, tomado el mismo año por los sajones, fue liberado por el Papa León III en 799. El Papa dedicó la iglesia a San Pedro, el santo patrón de los carolingios en presencia de Carlomagno y otros dignatarios. Al mismo tiempo, a Syburg se le otorgaron derechos de peregrinación asociados con la fiesta de San Marcos el 25 de abril y se le permitió tener un mercado de dos semanas asociado con la fiesta. Los peregrinos fueron atraídos por las muchas reliquias en la iglesia, incluyendo una calavera plateada de Santa Bárbara.
El edificio actual data del siglo XII. Fue construido alrededor de 1100 con un techo plano y era una Wehrkirche (iglesia fortificada). La torre, aún en pie hoy, fue construida en el siglo XIII. La iglesia fue un importante lugar de peregrinación medieval. La iglesia fue dañada por un incendio en 1673 durante la guerra franco-holandesa, lo que llevó a la destrucción del ábside románico. Para reemplazar el ábside, se construyó el coro en 1688 con ventanas puntiagudas de estilo gótico.
La iglesia resultó gravemente dañada por una bomba que destruyó completamente la nave en la primavera de 1945, al final de la Segunda Guerra Mundial. Fue reconstruida, junto con la sección del coro, desde 1953 hasta 1954. Durante las excavaciones en 1950-51, 1976-77 y 1983, se encontraron los cimientos de un ábside románico y un edificio cuadrado de la época de Carlomagno.

## Mobiliario y accesorios.

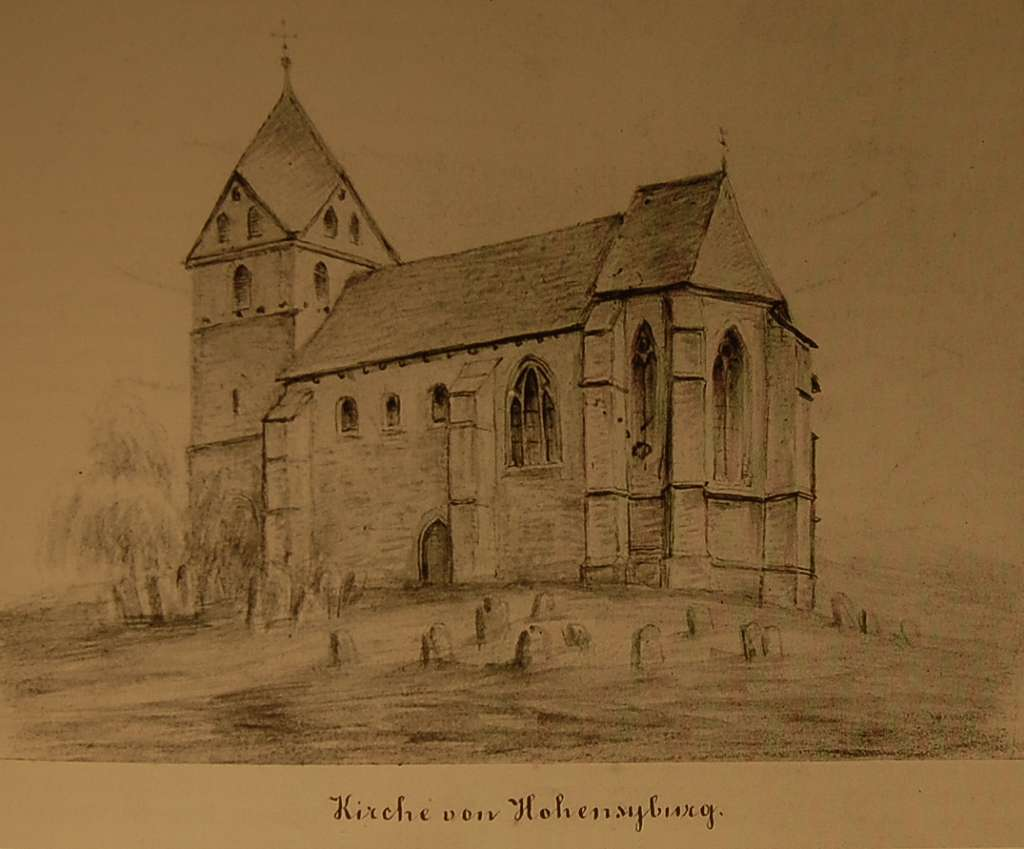
El aspecto de fortaleza de la iglesia a mediados del plasmado por un artista desconocido

Después de la Reforma, el pastor protestante Luerman destruyó todo lo relacionado con el catolicismo en la iglesia. Como resultado, es difícil rastrear la historia del edificio hasta 1580. La cruz simple en mármol blanco de Carrara, el objeto más antiguo de la iglesia, puede fecharse de finales del siglo XVI. La cruz se puede ver actualmente en el primer piso de la torre defensiva.
La iglesia fue decorada con vidrieras en la década de 1950 por  : una ventana que representa a Santa Bárbara está en la torre, mientras que los tres que hay en el coro muestran escenas de la vida de San Pedro. El escultor de  (1926–2004) creó las figuras de bronce de San Pedro y su esposa, cuya existencia se basa en la historia de la curación de Cristo de la suegra de Pedro en Mateo, Capítulo 18. La cruz de bronce en el altar con su decoración esmaltada es obra de de  de Colonia. 
La iglesia es el escenario de una novela de Gertrud von Le Fort, Spökenkieken. Eine Liebesgeschichte rund um die Kirche St. Peter zu Syburg y Haus Villigst.

## Música
La firma Claus Sebastian (Geesthacht) construyó un nuevo órgano en 1998. Desde entonces, la iglesia ha servido como sala de conciertos para el Syburger Sonntagsmusiken (Domingo de Música en Syburg) bimensual de música de órgano, música de cámara y música vocal. Por iniciativa de Willi Gundlach, director de la Kammerchor der Universität Dortmund (coro de cámara de la Universidad de Dortmund ), ha habido artistas invitados como Martin Blindow, quien realizó el primer concierto en el nuevo órgano el 10 de mayo de 1998, el Alsfelder Vokalensemble, dirigido por Wolfgang Helbich, el organista Heinz Wunderlich, y el VokalEnsemble Köln, dirigido por Max Ciolek. El evento regular en diciembre se llama Offenes Kantatensingen y se presentó en 2012 con la cantata de Bach Darzu ist istchienen der Sohn Gottes, BWV 40. En 2016, Georg Poplutz interpretó Die schöne Müllerin de Schubert, acompañado por un dúo de guitarras.

## Literatura
- Kirchengemeinde Syburg auf dem Höchsten (Hg.), Ein Leben für Syburg, Festschrift zum 80. Geburtstag des Ortshistorikers Willi Kuhlmann, tapa dura, 156 páginas, 28 ilustraciones. ISBN 978-3-929931-13-6
- Gertrud von Le Fort: Spökenkieken. Eine Liebesgeschichte rund um die Kirche St.   Peter zu Syburg y Haus Villigst. Comentario e ilustraciones de Renate Breimann. Ingrid Lessing Verlag, 2010, ISBN 978-3-929931-28-0. (en alemán)
- Renate Breimann: Ev. Kirche St.   Peter zu Syburg, Kirchenführer. Ingrid Lessing Verlag, 2007, 39 páginas. ISBN 978-3-929931-24-2
- Rüdiger Jordan: Von Kapitellen, Kanzeln und Taufsteinen. Se trata de un jugador de Führer zu 67 Kirchen und Klöstern im Ruhrtal. Klartext Verlag, 2006, ISBN 3-89861-436-0. (en alemán)